# Arthur Sandes
Arthur Sandes (Dublín o Kerry, 1793-Cuenca, Ecuador, 6 de septiembre de 1832) fue el comandante y mercenarios a cargo del Batallón Rifles de las Legiones de Bolívar integrado como parte de la intervención británica durante las Emancipaciones hispanoamericanas.
Sandes llegó a Venezuela con el objetivo de reunir el regimiento de Rifles liderado por el Coronel Frederick Campbell que debía participar en la conocida "Expedición de los Cinco Coroneles". Sin embargo, el Batallón nunca logró alcanzar su destino. En los años posteriores, el Coronel Sandes y sus hombres lucharon en múltiples batallas en Colombia, Ecuador, Perú y Venezuela, destacadando su participación en la Batalla de Carabobo y la Batalla de Corpahuaico.